# Калиновка (приток Вяжли)
Калиновка — река, левый приток Вяжли, протекает по территории Тамалинского района Пензенской области и Умётского района Тамбовской области в России. Длина реки — 11 км, площадь водосборного бассейна — 54,9 км².

## Описание
Калиновка начинается около одноимённого села. Генеральным направлением течения реки является северо-запад. Между сёлами Градский Умёт и Любичи впадает в Вяжлю.

## Данные водного реестра
По данным государственного водного реестра России относится к Донскому бассейновому округу, водохозяйственный участок реки — Ворона, речной подбассейн реки — Хопёр. Речной бассейн реки — Дон (российская часть бассейна).
Код объекта в государственном водном реестре — 05010200212107000006632.